# Anja og Viktor - Kærlighed ved første hik 2
Anja og Viktor – Kærlighed ved første hik 2 også blot omtalt som Anja og Viktor er en dansk familliefilm/komedie fra 2001, instrueret af Charlotte Sachs Bostrup og med manuskript af Søren Frellesen.

## Handling
Anja (Sofie Lassen-Kahlke) flytter i lejlighed i København, i samme bygning som sin gamle kæreste, Peter (Joachim Knop), bor. Det passer ikke Anjas nuværende kæreste Viktor (Robert Hansen), der søger viceværtstillingen i huset.

## Medvirkende
| Skuespiller             | Rolle                    |
| ----------------------- | ------------------------ |
| Robert Hansen           | Viktor Knudsen           |
| Sofie Lassen-Kahlke     | Anja Poulsen             |
| Joachim Knop            | Peter                    |
| Jonas Gülstorff         | Nikolaj                  |
| Karl Bille              | Torkild                  |
| Mira Wanting            | Gitte                    |
| Kristian Halken         | Willy, Anjas far         |
| Inge Sofie Skovbo       | Jette, Anjas mor         |
| Sebastian Jessen        | Brian, Anjas lillebror   |
| Claus Bue               | Kristian, Viktors far    |
| Karen Lise-Mynster      | Bente, Viktors mor       |
| Rasmus Albeck           | Esben, Viktors lillebror |
| Peter Gantzler          | Tobias                   |
| Neel Rønholt            | Tanja                    |
| Louise Könemann         | Tanjas veninde           |
| Alexandra B. Ryborg     | Tanjas veninde           |
| Therese Glahn           | Service Agent            |
| Nicolas Bro             | Tattoo Mogens            |
| Henrik Prip             | Sløjdlærer               |
| Charlotte Sachs Bostrup | Hjørdis                  |
| Claus Flygare           | Mand i opgangen          |
| Susanen Juhász          | Dame i opgangen          |
| Stig Petersen           | Topper                   |